# モージ (北欧神話)
モージ（古ノルド語: Móði）は、北欧神話に登場する雷神トールの息子の名前である。ラグナロクを生き延びる神々のうちの一人でもある。

## 解説
トールはしばしば「モージの父」（同『ヒュミルの歌』第34節など）と名乗ったり呼ばれたりする。

## 兄弟
兄弟にマグニ（古ノルド語: Móði）がおり、彼もラグナロクを生き延びる。このモージが前述のヤールンサクサの子かは不明である。
トールはしばしば「マグニの父」（『古エッダ』の『ハールバルズルの唄』第9節など）と名乗ったり呼ばれたりする。
姉妹にスルーズがいる。